# Văn học Pháp
Văn học Pháp nói chung là văn học được viết bằng tiếng Pháp, đặc biệt là những tác phẩm văn học được viết bởi công dân Pháp; nó cũng có nghĩa văn học do những người sống ở Pháp nói các thứ tiếng không phải là tiếng Pháp. Văn học được viết bằng tiếng Pháp bởi các công dân của các nước khác như Bỉ, Thụy Sĩ, Canada, Sénégal, Algérie, Maroc,…thì được gọi là Văn học khối Pháp ngữ (văn học khối Francophone). Đến năm 2006, các tác giả văn học Pháp đã được trao giải Nobel Văn học nhiều hơn bất cứ nước nào khác. Văn học Pháp là một trong những trong những nền văn học rực rỡ nhất của nhân loại.